# Landskrona domsaga
Landskrona domsaga var en domkrets med en häradsrätt som bildades 1 juli 1967 i Malmöhus län. . Häradsrätten och domsagan ingick i domkretsen för Hovrätten över Skåne och Blekinge. Häradsrätten var placerad i Landskrona. Häradsrätten ombildades 1971 till Landskrona tingsrätt med oförändrad domsaga. 

## Administrativ historik
Domsagan och dess häradsrätt bildades 1 juli 1967 genom sammanläggning av domkretsen för Landskrona rådhusrätt och Rönnebergs, Onsjö och Harjagers domsaga och dess häradsrätt.  Häradsrätten ombildades 1971 till Landskrona tingsrätt med oförändrad domsaga förutom att Torrlösa sockenområde tillfördes.
Domsagan bestod av Landskrona domsagas tingslag.

## Häradshövding
- William Gripmark